# Hurvínek na scéně
Hurvínek na scéně je český loutkový film z roku 2010. Byl uveden k 90. výročí loutek Spejbla a Hurvínka. Poprvé v české kinematografii byla u filmu použita technologie 3D. 

## Děj filmu
Hurvínek s Máničkou čekají na Mikuláše. Spejbl však na nadílku zapomněl. Hurvínek a Mánička se proto sami rozhodnou převléct za čerta s Mikulášem a Spejbla s bábinkou tak překvapit...

## Recenze
- Ve Zlíně se představil Hurvínek na scéně, první český snímek v 3D (České noviny)
- Hurvínek na scéně. Je to vůbec film? Jen podle kin (iDNES.cz)
- Hurvínek na scéně 3D (Moviescreen.cz)
- Hurvínek na scéně[nedostupný zdroj] (Kultura21.cz)